# هایوی (گروه مونته‌نگرویی)
هایوی (به انگلیسی: Highway) گروه موسیقی مونته‌نگرویی است.
آن ها در مسابقه آواز یوروویژن ۲۰۱۶ نماینده مونته‌نگرو بودند.